# Emilio Perea
Emilio Perea (* 25. Mai 1884 in Mailand; † 1946 ebenda) war ein italienischer Opernsänger (Tenor).
Perea begann ein Ingenieursstudium, entschloss sich dann aber zu einem Gesangsstudium, das er am Conservatorio Giuseppe Verdi und bei Nino Cairone in Mailand absolvierte. 1904 debütierte er am Teatro Sociale von Varese in Gaetano Donizettis Linda di Chamounix. Es folgten Auftritte in Brescia, 1907 am Teatro Massimo von Palermo und anderen großen italienischen Bühnen, am Teatro Real von Madrid und am Teatro Liceu von Barcelona. 1906–07 unternahm er eine ausgedehnte Gastspieltournee durch Mexiko und Kuba mit einer Truppe, der auch Fausta Labia, die Schwester der Primadonna Maria Labia, angehörte. 1907 heiratete er Fausta Labia. Aus der Ehe, die 1911 geschieden wurde, ging die Sängerin Gianna Perea-Labia hervor.
1907 trat er am Teatro de São Carlos in Lissabon in Ruggero Leoncavallos Zazà auf, 1910 am Teatro Municipale in Piacenza in der Titelrolle von Charles Gounods Faust. Bei einem Gastspiel am Teatro San Carlo in Neapel sang er den Araquil in La Navarraise von Jules Massenet und den Giorgio in Marcella von Umberto Giordano. 1913 trat er in Rio de Janeiro in der Titelpartie von Richard Wagners Lohengrin und als Faust in Arrigo Boitos Mefistofele, 1914 am Teatro Costanzi in Rom als Parsifal auf.
An der Mailander Scala wirkte Perea 1916 an einer Aufführung von César Francks Oratorium Les Béatitudes mit und sang in der gleichen Saison den Almaviva in Rossinis Il barbiere di Siviglia. Seinen letzten Bühnenauftritt hatte er 1926 als Elvino in Vincenzo Bellinis La sonnambula am Teatro Carcano in Mailand. Von ihm sind Plattenaufnahmen bei den Labeln G&T (ab 1905), Fonotopia und Columbia erhalten.